# 8053 Кляйст
8053 Кляйст (8053 Kleist) — астероїд головного поясу, відкритий 25 вересня 1960 року.
Тіссеранів параметр щодо Юпітера — 3,518.